# Корчевский, Юрий Григорьевич
Юрий Григорьевич Корчевский (2 октября 1951, Ставропольский край - август 2021) — российский писатель, работавший в жанре фантастики, приключений и детектива.

## Биография
Родился 2 октября 1951 года в Ставропольском крае. Юрий Григорьевич по профессии врач-уролог. Закончил Ставропольский медицинский институт. Писатель женат, у него есть дочь и внук. Больше всего он любил писать в жанре фантастики про попаданцев, в частности произведения о Древней Руси.
Первым произведением автора стал роман «Пушкарь», который вышел в Ленинградском издательстве в 2008 году.
Писатель скончался в августе 2021 года от коронавируса.

### Серии

#### Историческая фантастика

##### Пушкарь
Жанр: попаданец

Аннотация: В наше время Юрий Кожин был доктором в городской больнице – пока авария не перебросила его на 400 лет назад, в XVII век, во времена царствования Михаила Федоровича Романова.
В то непростое время, когда Русь ещё не отошла после Великой Смуты, поляки захватили Смоленск, а набеги татар заливают кровью и пожарами порубежье, «попаданцу» приходится осваивать новое ремесло – непростую и смертельно опасную профессию пушкаря.
Когда степняки пытаются вломиться в ворота твоего города, а ляхи опять идут захватывать русские города – заряжай, целься, пли!
1. Пушкарь / Пли! Пушкарь из будущего (2008)
2. Бомбардир / Огонь! Бомбардир из будущего (2008)
3. Пушечный наряд / Залп! Пушечный наряд (2009)
4. Канонир / В цель! Канонир из будущего (2009)
5. Корсар / Бей! Корсар из будущего (2010)

##### Атаман
Жанр: попаданец
Аннотация: После аварии наш современник из XXI века, доктор Юрий Котлов перенесся в XVI век, времена правления жестокого тирана Ивана Грозного. Для того, чтобы выжить ему приходится обучиться ремеслу телохранителя, принять участие в защите русской крепости от татарского нападения и самому идти на штурм крепостной стены города в княжестве Литовском. Перенос через века дает герою специальные способности, которые помогут ему в борьбе с врагами Руси.
Романы из серии «Атаман» – это динамичный, круто закрученный сюжет и неожиданные повороты в судьбе главного героя.
1. Защитник Отечества / Защитник Отечества. Проходящий сквозь время (2009)
2. Княжья служба / Княжья служба. Дальний рубеж (2009)
3. Стрелецкая казна / Стрелецкая казна. Вещие сны; Вещий. Разведка боем (2009)
4. Боярская честь / Боярская честь. «Обоерукий» (2009)
5. Воевода / Воевода ертаула. Полк конной разведки (2010)
6. Княжий суд / Сторожевой полк. Княжий суд (2010)

##### Хан
Жанр: исторические приключения
Аннотация: 1395 год. После победы на Куликовом поле прошло полтора десятка лет, а судьба Русской Земли вновь висит на волоске.
«Над городом и окрестностями плыл звук соборного колокола – бам-м-м, бам-м-м, бам-м-м! Просыпайся, Русь, бери оружие в руки: враг у ворот!»
Разгромив Золотую Орду и покорив Крым, грозный ТАМЕРЛАН идет войной на Москву. Уже пало Елецкое княжество, непобедимое войско Тимура штурмует пограничный город:
«Завыла боевая труба, и гулямы ринулись в атаку. Причём – конно! Подскакав вплотную, они круто поворачивали коней, прямо с них прыгали на деревянную стену и карабкались вверх, цепляясь за воткнутые копья и помогая себе ножами. Дружинники стреляли из луков, метали сулицы, поливали врагов кипящей смолой. В иных местах гулямам удалось взобраться наверх, и сейчас там рубились на саблях. Дрались неистово, сеча превратилась в бойню, мясорубку. Стены стали скользкими от крови…»
Проведав о нашествии, сын Дмитрия Донского Василий выступает навстречу «Железному Хромцу», чтобы принять бой. Но силы слишком неравны – пятитысячная московская рать против двухсоттысячных Тимуровых полчищ. Спасти Русь может лишь чудо…
1. Тамерлан, сын Тарагая / Тамерлан. Железный Хромец против русского чуда (2011)
2. Темник Мамай / Мамаево побоище. Русь против Орды (2011)

##### Золото
Жанр: попаданец

Аннотация: Из глухой тайги – в далекое прошлое. Из наших дней – в Древнюю Русь. Проклятое золото тянет нашего современника в глубь веков, словно на дно трясины…
Здесь, в XV столетии, быть ему городским исправником (сейчас сказали бы: главным опером) и благородным разбойником по прозвищу Кудеяр, что грабит лишь богатых; отстреливаться от татарских головорезов из охотничьего ружья и угодить в плен к язычникам-мордвинам, готовым принести его в жертву своим жестоким богам…
Ведь в «темном Средневековье», как и в «лихие девяностые», живут по понятиям.
1. Пропавший / Кудеяр. Закон – тайга (2013)
2. Владычный полк / Взорвать царя! Кромешник из будущего (2013)
3. Золото мертвых. Смута (2014)
4. Золото мертвых. Дворянин (2014)

##### Фельдъегерь
Жанр: попаданец

Аннотация: Наш современник, Алексей Терёхин, офицер фельдъегерской службы, после катастрофы пассажирского самолёта становится обладателем необычного артефакта, с помощью которого попадает в Древнюю Византию. Благодаря офицерской выучке из наёмника-гоплита он становится трибуном, командиром хилиархии, пройдя через все иерархические ступени армии. За счёт стойкости, личной храбрости и ума Алексею удаётся стать кровным собратом полководца армии Остриса и пронести дружбу через века.
1. Центурион (2013)
2. Рыцарь (2014)
3. Сын боярский / Сын боярский. Победы фельдъегеря (2014)
4. Сотник (2015)
5. За троном. Царская милость (2017)
6. Двурогий. Попаданец к Александру Македонскому (2020)
7. Нашествие. Попаданец во времена Отечественной войны 1812 года (2021)

##### Атлант
Жанр: попаданец

Аннотация: Нет более опасной профессии, чем путешествие во времени, – незваный гость из будущего рискует не только собственной головой, но и судьбой всего человечества. Особенно если «попаданца» занесло в легендарную Атлантиду накануне её гибели.
Сможет ли наш современник стать своим среди атлантов? Как ему выжить в этом затерянном враждебном мире, где ещё не вымерли драконы и динозавры? Каково это – плыть против течения времени? И есть ли шанс спастись с тонущего континента и принести свет цивилизации в дикую Европу?
1. Атлант. Продавец времени  (2014)
2. Гипербореец. Укротитель мамонтов (2014)

##### Экстрасенс
Жанр: боевая фантастика

Аннотация: Получив вместе с ударом тока способность читать чужие мысли, он и не представлял, какую цену придется заплатить за этот дар. Но очень скоро на собственном опыте убедился, что это не благословение, а проклятие. Ведь настоящий ЭКСТРАСЕНС – слишком могучая сила, чтобы его оставили в покое.
Он опасен для исламских террористов, готовых применить против России химическое оружие. Он необходим спецслужбам и спецназу, чтобы предотвратить теракт. И на кон в этой отчаянной битве поставлена не только его собственная голова, но ещё многие тысячи жизней…
1. Экстрасенс. Битва / Провидец (2014)

##### Ратибор
Жанр: попаданец

Аннотация: Он перенесен на 1000 лет в прошлое по воле языческих богов, чтобы возглавить восстание против христиан, крестивших Русь «огнем и мечом». Оказавшись в XI веке от Рождества Христова, он принял имя РАТИБОР в честь героя любимого романа, заключил союз с волхвами и повел язычников в бой.
Но можно ли повернуть историю вспять? Какую цену придется заплатить за победу над княжеской дружиной и штурм кремля-«детинца»? Готов ли «попаданец» развязать на Руси религиозную войну? И чем язычество с его человеческими жертвоприношениями лучше новой веры?..
1. Ратибор. Язычник  (2015)
2. Ратибор. Забытые боги  (2015)

##### Ученик колдуна
Жанр: попаданец, славянское фэнтези 

Аннотация: Первуша хотел вырасти и помогать отцу – пахать, сеять хлеб. Но налетели крымчаки, кого порубили, других в полон взяли. Спасаясь от татар, Первуша бежал в лес. И замерз насмерть. А в Сибирском лесу, шесть веков спустя, замерзал другой подросток, Петр. И отдал бы Богу душу, кабы не спас его Коляда. В окрестных селах и деревнях знали его как знахаря, иные колдуном называли. Так и прижился в избушке Коляды подросток, перенесшийся в другое время усилиями колдуна, учеником стал. Узнал от учителя то, что простым смертным не дано. А уж после гибели Коляды сам стал бороться с миром темным, коварным.
1. Ученик колдуна. Чернокнижник (2016)
2. Ученик колдуна. Знахарь (2020)

##### Тамплиер
Жанр: попаданец

Аннотация: Александр Воронов, студент Института иностранных языков, заброшен на семьсот лет назад, в далекое прошлое, на побережье Средиземного моря. Вот где пригодилось знание французского, которым его изводили родная бабушка и строгие преподаватели. Александр становится оруженосцем у рыцаря-тамплиера в самый трагический момент – нападения мамлюков на последний оплот рыцарей город-крепость Акру. Наш студент нигде не пропадет – набравшись боевого опыта, Воронов делает в осажденном городе стремительную карьеру. Но силы не равны! С трудом избежав гибели и пленения, молодой воин на последнем корабле выбирается во Францию, откуда кружным путем пробирается на Русь. Но попадает из огня в полымя – в самый разгар татарского нашествия.
1. Тамплиер. На Святой земле (2017)
2. Тамплиер. На Святой Руси (2017)
3. Тамплиер. Предательство Святого престола (2018)

##### Сатрап
Жанр: попаданец

Аннотация: Павел Кулишников, следователь из современной России, перемещается во времени на 150 лет назад. В Российской империи правит Александр II, самый деятельный из русских царей, который отменил крепостное право, осуществил реформы в стране: финансовую, военную, судебную, высшего и среднего образования, земского и городского самоуправления. Павел начал служить в Сыскной полиции под руководством Ивана Дмитриевича Путилина, далее попадает в Охранное отделение Отдельного корпуса жандармов. Защита государственного строя и необходимость уберечь императора от покушений – теперь главные задачи для Павла.
1. Сатрап. Ученик Путилина (2020)
2. Сатрап. Ступени на эшафот (2021)
3. Сатрап. Контрразведчик (2021)

##### Щипач
Жанр: попаданец

Аннотация: Алексей - студент из небольшого городка попал в тюрьму. На зоне, чтобы выжить приходится овладеть воровской профессией. Судьбе было угодно, чтобы он угодил в Санкт-Петербург 1917 года. Где он попал в поле зрения ЧК и ему предложили работу в иностранном отделе.
1. Щипач (2020)

##### Страж
Жанр: боевая фантастика

Аннотация: Дмитрий, сотрудник одного из оборонных НИИ Москвы едет с компанией на отдых. Гроза застаёт в лесу. Гром, ливень, в молодого человека попадает молния. Другого бы убило, а ему повезло – успели доставить в больницу с ожогами. Но после происшествия казус приключился, стал слышать чужие мысли и не только. Довольно быстро попал в когорту посвящённых и стал вести борьбу с нелюдями, тёмными обитателями подземелий.
1. Страж (2020)

##### Грифоны Васильевского острова
Жанр: историческая фантастика

Аннотация: Немцев в России много, как и голландцев, все в своё время были приглашены царём-плотником Петром Великим. Большинство приехали на заработки, на время, а остались навсегда. Зачем уезжать? Русский народ хлебосольный, приветливый. Если приложить европейскую хватку, да умение и желание, многого достичь можно. Вот и Вильгельм Христофор Эренфрид, называвший себя для простоты Василий Васильевич Пель в 1850 году приобрёл по случаю задёшево аптеку в двухэтажном здании на седьмой линии Васильевского острова. Да квартал оказался аптекарским, где занимались не только фармацией, но и алхимией.
1. Грифоны Васильевского острова (2021)

##### Прочая историческая фантастика
1. Ушкуйник / Ушкуйник. Бить врага в его логове! (2010)
2. Опер Екатерины Великой. «Дело государственной важности» / Разыскник (2011)
3. Хождение за тридевять веков. Торговый гость из будущего / Спасение «попаданцев». Против течения Времени / Шторм Времени (2012)
4. Лекарь / Знахарь из будущего. Придворный лекарь царя (2013)
5. Факир. Сделка с Дьяволом (2016)
6. Последний алхимик (2017)
7. Бунтарь. За вольную волю! (2018)
8. Спецназ Великого князя / Ратник двух государей (2018)

#### Военно-героическая фантастика

##### Танкист
Жанр: военная проза, повесть о Великой Отечественной войне, военный боевик

Аннотация: Он принял боевое крещение под Сталинградом, где его Т-34 был подбит в первой же атаке, а сам он усвоил горькую фронтовую мудрость: на передовой танкист живёт три боя. Он дрался против «Тигров» под Прохоровкой, где чудом выбрался из горящей «тридцатьчетверки», сорвав с себя тлеющий комбинезон, и без сознания был подобран санитарами Вермахта, которые приняли обожженного танкиста за своего – ведь он рос вместе с немцами Поволжья и с детства свободно говорил по-немецки с померанским акцентом, а от ночного холода укрылся курткой убитого панцергренадера…
Удастся ли советскому офицеру и дальше выдавать себя за контуженого «героя Панцерваффе»? Как ему стать механиком-водителем «Пантеры», чтобы угнать германский танк к своим? Что его ждет в грозном СМЕРШе и чем он может помочь нашей военной контрразведке?..
Читайте захватывающий военный боевик о фронтовой судьбе советского танкиста от признанного мастера жанра!
1. Танкист / Танкист живёт три боя. Дуэль с «Тиграми»  (2012)

##### Охотник
Жанр: военная проза, повесть о Великой Отечественной войне, военный боевик

Аннотация: Он вырос в глухом сибирском поселке, в роду охотников-промысловиков, и стрелять научился раньше, чем читать и писать.
На передовой его прозвали «Сибиряк» и «Охотник» – он умеет маскироваться на «нейтралке» не хуже, чем в тайге, и отстреливает гитлеровцев, как дичь: на его снайперском счету уже под сотню врагов.
Но фронтовая судьба переменчива – и Сибиряку придется воевать не только снайпером, но и минером-подрывником, и диверсантом, и в войсковой разведке, и в штрафбате…
1. Охотник / Сибиряк. В разведке и штрафбате  (2013)

##### Я из СМЕРШа
Жанр: попаданец

Аннотация: Он провалился из XXI века в 1941 год. Он прошёл все круги фронтового ада: прорывался из окружения на трофейном танке, воевал в пехоте, во фронтовой разведке, в танковой бригаде, когда танки сгорали дотла на передовой за считанные дни. Он на собственном опыте убедился, насколько беспощадна и неповоротлива история, изменить ход которой не проще, чем голыми руками остановить немецкий панцер. Он узнал, что такое настоящая «окопная правда» и насколько она отличается от генеральской, чего стоят парадные сталинские мифы и какая чудовищная цена заплачена за Победу…
1. Заградотряд времени. Я из СМЕРШа / По машинам! Танкист из будущего (2011)
2. Волкодав» из будущего / СМЕРШ времени. «Чистильщик» из будущего (2011)
3. Командир штрафбата / Штрафбат времени. «Волкодав» из будущего (2012)

##### Диверсант
Жанр: попаданец

Аннотация: Спецназ всегда Спецназ — и в XXI веке, и в 1941 году. Попав на Великую Отечественную, наш современник «вспоминает молодость» и былую службу в Спецназе ГРУ, принимает бой против Вермахта и объявляет оккупантам диверсионную войну. Ему предстоит пускать под откос вражеские эшелоны и взрывать склады с боеприпасами, жечь танки и бронепоезда, прорываться из окружений и стоять насмерть под Смоленском. Ведь диверсанты бывшими не бывают! А его война ещё только начинается…
1. Диверсант / Спецназ всегда Спецназ. Прорыв диверсанта (2011)
2. Подрывник / Взрывай! Спец по диверсиям (2012)

##### Фронтовик
Жанр: детектив

Аннотация: Вернувшись после Победы домой и поступив на службу в милицию, бывший войсковой разведчик осознает, что он снова на передовой, только война идет уже не с гитлеровскими захватчиками, а против уголовного отребья. Пока фронтовики проливали кровь за Родину, в тылу расплодилась бандитская нечисть вроде пресловутой «Чёрной кошки», по амнистии из лагерей вышли тысячи зэков, на руках масса трофейного оружия, повсюду гремят выстрелы и бесчинствуют шайки. А значит — никакой пощады преступникам! Никаких интеллигентских соплей и слюнявого гуманизма! Какая, к черту, «эра милосердия»! Какие «права человека»! Вор должен сидеть в тюрьме, а убийца — лежать в могиле! У грабителя только одно право — получить пулю в лоб! И опер-фронтовик из «убойного отдела» начинает отстреливать урок как бешеных собак. Он очистит родной город от бандитской сволочи! Он обеспечит уголовникам «место встречи» на кладбище. Он разоблачит «оборотней в погонах» и, если надо, сам приведёт смертный приговор в исполнение.
1. Фронтовик. Без пощады! / Фронтовик. Убить «оборотня» (2014)
2. Фронтовик стреляет наповал (2016)
3. Фронтовик не промахнётся! Жаркое лето пятьдесят третьего (2016)

##### Разведчик
Жанр: попаданец

Аннотация: Заброшенный в 1943 год, наш современник становится войсковым разведчиком, пройдя все круги фронтового ада — полковая разведка, дивизионная, разведотдел фронта, глубинная разведка. Ему предстоит брать «языков» и пускать под откос вражеские эшелоны, прыгать с парашютом в тыл противника и прорываться из абверовских засад, с боем захватить немецкий функваген (радиомашину) и проникнуть на сверхсекретный ракетный полигон, чтобы добыть техническую документацию на «чудо-оружие» Гитлера…
1. Разведчик. Заброшенный в 43-й / Разведчик. Заброшенный на великую Отечественную / Любой ценой (2015)
2. Медаль для разведчика. «За отвагу» (2016)
3. Разведчик. Чужая земля (2017)

##### Погранец
Жанр: попаданец

Аннотация: Окончив погранучилище, наш современник едет к деду, тоже бывшему пограничнику, чтобы похвастаться первыми офицерскими погонами и зелёной фуражкой, – но поезд прибывает в советское прошлое, на западную границу СССР сразу после подписания пакта Молотова — Риббентропа.
«Попаданцу» предстоит строить новую заставу на берегу Буга, ловить местных националистов, вредителей и немецких диверсантов, а главное – готовить своих бойцов к надвигающейся войне, которую уже никто не в силах предотвратить. «Погранец» из будущего знает, что его заставе суждено принять бой на рассвете 22 июня 1941 года…
1. «Погранец». Зеленые фуражки (2016)
2. Пограничник против Абвера (2016)

##### Гвардеец
Жанр: попаданец

Аннотация: Лейтенант национальной гвардии Российской Федерации, приезжает со своим спецподразделением на учебный полигон для тестирования новой модификации боевых гранат. Один из молодых солдат роняет гранату себе под ноги, и лейтенант прикрывает парня от осколков своим телом…
После вспышки лейтенант оказывается в знойном июне 1941 года.
Красная Армия отходит от наступающих гитлеровских войск и гвардеец начинает свою войну. Четкой линии фронта нет, танковые клинья немцев глубоко рассекают наши позиции. Нет смысла пробиваться к нашим, когда враг вокруг тебя! Гвардия, в огонь!
1. Гвардия, в огонь! (2017)
2. Гвардия в огне не горит! (2018)
3. Гвардия. Победная весна гвардейца (2019)

##### Сталинские соколы
Жанр: попаданец

Аннотация: Особисты, НКВД, чужие документы… Никаких амбиций – лишь страстная жажда выжить в этом кошмаре – громадной войне, о которой сами её участники в общем-то пока не знают полной правды, но тоже очень хотят выжить и спасти свою Родину. Ты попал в самое начало Великой Отечественной войны, причем не в призывники и не в мобилизованные, даже не в ополчение, которое возникнет чуть позже, а в самую неподходящую для попаданца во времени точку: на оккупированную фашистами территорию. 
1. Пилот штрафной эскадрильи / Штрафник-истребитель. «Искупить кровью!» (2011)
2. Пилот-смертник. «Попаданец» на Ил-2 (2014)
3. Истребитель. Ас из будущего / Асы. «Сталинские соколы» из будущего (2015)

##### Воздухоплаватель
Жанр: альтернативная фантастика попаданец

Аннотация: 
Андрей Киреев, офицер Российской армии, после автомобильной аварии попадает в прошлое, накануне Первой мировой войны. Он проходит обучение в Гатчинской школе военных пилотов и отправляется служить в летный отряд крепости Осовец. Боевая авиация делает свои первые робкие шаги. Хрупким этажеркам с ненадежными двигателями только предстоит стать одним из самых разрушительных родов войск. Одиночные воздушные перестрелки из пистолетов "благородных рыцарей неба" быстро сменятся ожесточенными боями десятков аэропланов с применением бомб и скорострельных пулеметов, резко возрастут мощности моторов и скорость самолётов. Андрей усиленно тренируется, осваивая фигуры высшего пилотажа – те приемы, которые будут придуманы только через несколько лет кровавой бойни. Сумеет ли молодой офицер переломить ход событий, переиграть проигранную войну?
1. Воздухоплаватель. На заре авиации (2018)
2. Воздухоплаватель. Битва за небо (2018)
3. Воздухоплаватель. Во вражеском небе (2019)

##### Сержант
Жанр: попаданец

Аннотация:
Борис Иванов — сержант-срочник Российской армии, простой парень из небольшого провинциального городка, где не принято "косить" от военной службы. И до дембеля ему остается всего три месяца, но обычный выезд на полигон привел Иванова в какой-то непонятный мир. Вроде бы это прошлое? Но здесь другой уклад жизни, другие боги, и заправляют всем жестокие и богатые старики, использующие нечто вроде магии. Что может противопоставить обычный сержант могущественным правителям, способным одним словом послать в бой стаи горгулий и орды мертвецов? У парня есть броневик "Тигр" и пулемет "Корд". Но хватит ли Борису патронов калибра 12,7 мм для завоевания уважения затюканного народа, воинов и волхвов?
1. Сержант. Сила крупного калибра / Дембель (2020)

##### По местам стоять!
Жанр: альтернативная фантастика попаданец

Аннотация: Андрей, молодой моряк, выпускник Санкт-Петербургского училища подводного плавания, попав в петлю времени, оказывается в самом начале Великой Отечественной войны. Записывается добровольцем на флот. Он подводник и его место на подводной лодке. Успел поплавать, испытать все «прелести» службы на «Малютке». Взрыв якорной мины и он оказывается единственным, кому чудом удалось спастись. Но его война не кончилась.
1. По местам стоять! (2020)

##### Приказано - сбить!
Жанр: альтернативная фантастика попаданец

Аннотация: Тихон, 23-летний юноша, буквально заболел новой для себя страстью – дельтапланами. Но стоило ему допустить оплошность – и вот он уже в другом, военном времени. Отойдя от первоначального шока, Тихон пошёл воевать. Вынужденно освоил «летающую парту» – самолёт У-2, затем пересел на истребитель. А закончил свою войну и вовсе на севере, летая на экзотическом гидроплане «Номад».
1. Приказано - сбить! (2020)

##### Цементный самолет
Жанр: альтернативная фантастика попаданец

Аннотация: Иван, студент ВУЗа, влюблён в небо. Он посещает аэроклуб! Уже пройден курс теоретической подготовки и полеты с инструктором. И вот первый самостоятельный вылет на ЯК-52. Сердце поёт от восторга!  И вдруг – остановка двигателя, катастрофа.
Чтобы удачно посадить машину, Ивану не хватило опыта и высоты. В результате аварии он попадает в другое время, в суровый сорок первый год. Вначале им овладело непонимание, растерянность. Но когда он находит погибшего советского лётчика, решение приходит само собой: он забирает его документы и становится боевым пилотом.
1. Цементный самолёт (2020)

##### Взлет разрешаю!
Жанр: альтернативная фантастика попаданец

Аннотация: Павел Игнатов волею судьбы попал из нашей современности в 1938 год. Опыта нет, только прибыл в полк после авиаучилища. Да ещё и самолёт морально устаревший – СБ. Сбит был, ухитрился выжить и к своим вернуться. После ранения перегонял бомбардировщики на трассе Алсиб, ленд-лизовские «Дугласы». Потом и воевал на таком, в варианте торпедоносца на Балтике. Потери среди лётчиков полка больше, чем среди штурмовиков или истребителей. 
А как закончилась война, сразу демобилизовали. Как же – на временно оккупированной территории находился. И на гражданке не пропал, в Якутии пассажиров и грузы возил в тяжелых полярных условиях.
1. Взлет разрешаю! (2020)

##### Без вести пропавший
Жанр: проза

Аннотация: По неточным данным, в Красной армии во время Великой Отечественной войны пропали без вести от 2,4 до 5,6 млн военнослужащих. Кто утонул на переправе в ледяной воде, кого разорвало снарядом, другого засыпало землёй в раздавленном танком окопе. Третий вовсе сгорел до горсти пепла в подбитом танке.
Горше всего тем, кто сгинул в немецких лагерях. И полетят родным извещения. «Ваш муж … уроженец … находясь на … фронте, пропал без вести … дата». И подписи командира, комиссара и начальника штаба.
1. Без вести пропавший (2020)

##### Военная фантастика
1. Штурман подплава. Торпеда для «попаданца» / Подводник / Ниже Бездны. «Мы бредим от удушья» / Подводник. «Мы бредим от удушья» (2012)
2. Броня. «Этот поезд в огне…» / Бронепоезд. Сталинская броня против крупповской стали / Чёрный паровоз (2014)
3. Самоход. «Прощай, Родина!» (2015)

#### Проза

##### Наследник Гиппократа
Жанр: проза

Аннотация: Что может быть благороднее спасения жизни и здоровья людей? Никита Зотов пошёл в медицину по призванию, а хирургию выбрал потому, что это самая мужская специальность. Работа очень трудная, но интересная – постоянная борьба со смертью во всех её обликах. Стоя за операционным столом, Зотов иной раз и сам не знал – победит ли он или старуха с косой?
Но не все пациенты умеют быть благодарными… Особенно когда это пьяные "провинциальные царьки". Главврач, молодчина, сумел погасить возникший конфликт, но вынужден убрать молодого хирурга "с глаз долой" - Никита уезжает из родного городка в столицу. 
Казалось бы, жизнь дала трещину. Но для наследника Гиппократа всё только начинается!
1. Наследник Гиппократа (2018)

##### Выбор всей жизни / Наследство
Жанр: проза

Аннотация: В 40 лет жизнь только начинается. Николай всегда был уверен, что ему повезло. Работа по призванию, успешный специалист, 3 года назад назначен заведующим хирургическим отделением. Дом полная чаша — любимая жена, сын учится в университете. Все что нужно человеку для счастья? Пропасть разверзлась в один момент… и жизнь надо начинать почти с нуля. Непросто найти силы выбраться из ямы, которую уготовила судьба. Но Николай настоящий мужчина, на которых страна держится, и он находит силы встать на ноги.
1. Выбор всей жизни / Наследство (2018)

##### Апостол со "Скорой"
Жанр: проза

Аннотация: Непридуманные истории врача «скорой помощи» Петра Меньшова. Напряжённая работа, где действовать надо быстро, где жизнь и смерть разделяет тонкая невидимая грань и цена ошибки велика.
Случаи трагические и нелепые, курьёзные и смешные, взятые из жизни. Не все медики, будь то врач или фельдшер, выдерживают такой ритм. К личной трагедии – гибели жены, наложилась своя беда, когда попал в автокатастрофу на карете «скорой».
1. Апостол со "Скорой" (2020)

##### Зимняя сказка
Жанр: сказка

Сентиментальная новогодняя сказка
1. Зимняя сказка (2020)

##### Слабаки
Жанр: рассказ, юмор 

Юмористический рассказ о слабом мужском поле...
1. Слабаки (2021)